# Little Nemo
Little Nemo — французская рок-группа, которая была основана в 1983 году в Париже Оливье Шампо и Винсентом Легалло. Название уходит корнями в комиксы Уиндзора Маккея о приключениях маленького мальчика во сне. Это задало тон для многих художественных отсылок в истории группы. Называя своими вдохновителями Pink Floyd Сида Баррета, дуэт ещё больше утверждается на этой психоделической стезе.
Little Nemo относились к ветви французского колдвейва, которую называли touching pop: по сути, их музыка находится ближе к «новой волне». Тем не менее, на кассетном дебютнике «Past And Future» (1987) соблюден баланс между новой волной и постпанком — мелодичный альбом с набором хитов — A Day Out Of Time, Empty House, La Ballade des Pendus. Примерно в том же ключе выдержан и выпущенный на мини-виниле релиз 1988 года «Private Life», содержавший 5 треков, одним из которых была новая версия «A Day Out Of Time».
Первый официальный альбом группы «Sounds In The Attic» (1989) стал последним (полноценным) альбомом, на котором нью-вейв не преобладал.
Выходу следующего альбома предшествовал макси-сингл «Cadavres Exquis» (1990), на который вошла одноимённая песня с будущего альбома и четыре трека, не вошедшие на альбом.
После этого группа выпустила ещё один полноценный альбом «The World Is Flat» (1992) и два макси-сингла «Bio-Logic» (1991) и «Au Milieu Du Ciel» (1992) в том же ключе новой волны, после чего распалась.
Вновь собравшись в 2008 году, группа выступила с концертами в Европе.

## Альбомы
- La Cassette Froide (совместно с Rain Culture, 1986)
- Past and Future (1987)
- Sounds in the Attic (1989)
- Turquoise Fields (1990)
- The World Is Flat (1992)
- Out of the Blue (2013)